# Yondi Schmidt
Yondi Schmidt (Rotterdam, 26 april 1987) is een Nederlands baanwielrenner. Schmidt richtte zich in het begin van zijn carrière op de sprintnummers. Hij werd in deze periode Nederlands kampioen Keirin in 2008 en deed mee aan de Wereldkampioenschappen baanwielrennen van 2009 en 2010. Nadat Schmidt niet was geselecteerd voor het WK van 2011, maakte hij in het voorjaar van dat jaar bekend zich te gaan richten op de Ploegenachtervolging.

## Belangrijkste resultaten
2006
- Nederlands kampioen 1 km tijdrit, Elite

2007
- 9e EK beloften Cottbus Duitsland
- Nederlands kampioenschap 1 km tijdrit, Elite
- Nederlands Kampioenschap Omnium Sprint, onder 23

2008
- in Nederlands Kampioenschap Keirin, Elite
- Nederlands kampioenschap 1 km tijdrit, Elite
- Nederlands Kampioenschap Sprint, Elite
- Internationaal Keirin Buttgen

2009
- 7e Wereldkampioenschap Team sprint, Met (Tim Veldt en Teun Mulder)
- 6e Wereldbeker Beijing Team Sprint
- 5e Wereldbeker Kopenhagen Team Sprint
- 5e Wereldbeker Manchester Keirin
- 8e Wereldbeker Melbourne Team Sprint
- Sprint Zesdaagse Tilburg

2010
- 8e Wereldkampioenschap Team sprint, Met (Roy van den Berg en Teun Mulder)
- Nederlands kampioenschap 1 km tijdrit, Elite

2011
- Nederlands kampioenschap 1 km tijdrit, Elite

2013
- Nederlands kampioenschap ploegenachtervolging, Elite

2014
- Nederlands kampioenschap (wegwedstrijd), Elite zonder contract